# Erin et Aaron
Erin et Aaron (Erin & Aaron) est une série télévisée américaine créé par Dicky Murphy et diffusée entre le 20 avril 2023 et le 29 juin 2023 sur Nickelodeon et à l'international depuis le 3 novembre 2023 sur Netflix.

## Synopsis
Bien qu'ils portent un nom semblable, tout oppose Erin et Aaron. Mais la musique est là pour apprendre à ces deux ados à vivre en harmonie dans la même famille !

## Distribution

### Personnages principaux
- Ava Ro (VF : Lila Lacombe) : Erin Park
- Jensen Gering (VF : Oscar Douieb) : Aaron Williams
- Pyper Braun (VF : Valérie Bescht) : Natasha Williams
- David S. Jung (VF : Cyrille Monge) : Chuck Park
- Larisa Oleynik (VF : Ingrid Donnadieu) : Sylvia Williams-Park

### Personnages récurrents
- Celia Méndez (VF : Alice Taurand) : Vivian
- Luca Diaz (VF : Tom Trouffier) : Hunter

### Invités
- Sofia Stephens (VF : Annie Millon) : Ms. Bradley
- Jared Gertner (VF : Guillaume Bourboulon) : Mr. Ledder
- Cyrina Fiallo (VF : Alexandra Garijo) : Miss Nelson
- Nancy De Mayo (VF : Daria Levannier) : Courtney
- Kelli Dawn Hancock (VF : Daria Levannier) : Perstephanie
- Jacqueline Nicole Barone (VF : Estelle Darazi) : Astrid
- Jamie Kaler (VF : Laurent Morteau) : Boardwalk Carny
- Cody Veith (VF : Hervé Grull) : Stache
- Seph Alan (VF : Alexandre Nguyen) : Matty
- Lela Hoffmeister (VF : Estelle Darazi) : Kennedy
- Charley Rowan McCain (VF : Camille Donda) : Becca
- Michael D. Cohen (VF : Michel Mella) : Goldie
- Dre Swain (VF : Estelle Darazi) : Waitress
- Asante Boe (VF : Alexandre Nguyen) : Cayden
- Pressley Hosbach (VF : Zina Khakhoulia) : Lily
- Jessica Marie Garcia (VF : Vanessa Van-Geneugden) : Jaxxon
- Eric Petersen (VF : Olivier Chauvel) : Fritz

Version française
- Société de doublage : Iyuno Media Group
- Direction artistique : Camille Donda
- Adaptation des dialogues : Raphaëlle Massé

 Source et légende : version française (VF) sur RS Doublage

## Production

### Développement
Le 8 avril 2020, il a été annoncé que Nickelodeon avait commandé un pilote pour Erin et Aaron, une série télévisée comique musicale entre frères et sœurs créée par Dicky Murphy. Murphy, Sean Cunningham et Marc Dworkin sont les producteurs exécutifs.  
Le 4 mars 2023, il a été annoncé que Larisa Oleynik dans le rôle de Sylvia, David S. Jung dans le rôle de Chuck et Pyper Braun dans le rôle de Natasha avaient tous rejoint Ava Ro dans le rôle d'Erin et Jensen Gering dans le rôle d'Aaron dans le casting principal et que la série serait diffusé le 20 avril 2023.
Le 6 février 2024, Jensen Gering a confirmé sur son compte Instagram qu'il n'y aurait pas de saison 2.

### Fiche technique
Sauf indication contraire, les informations mentionnées dans cette section peuvent être confirmées par la base de données cinématographiques IMDb,  présente dans la section « Liens externes ».
- Titre original : Erin & Aaron
- Titre français : Erin et Aaron
- Création : Dicky Murphy
- Réalisation : Wendy Faraone, Evelyn Belasco, Mike Caron, Robbie Countryman, Leonard R. Garner Jr., David Kendall, Trevor Kirschner, Jody Margolin Hahn et Adam Weissman
- Scénario : Nancy Morrison et Dave O'Brien
- Musique : Chris Alan Lee
  - Thème : Chris Sernel et Jeff Lewis
- Production : Patty Gary-Cox
  - Production exécutive : Dicky Murphy, Sean Cunningham et Marc Dworkin
- Société(s) de production : Nickelodeon Productions
- Pays de production :  États-Unis
- Langue originale : anglais
- Format :
  - Image : 720p (HDTV)
  - Son : 5.1 surround sound
- Genre : comédie
- Durée : 22-24 minutes
- Dates de première diffusion :
  - 20 avril 2023 sur Nickelodeon
  - 3 novembre 2023 sur Netflix
- Classification : déconseillé aux moins de 7 ans

## Épisodes
| Saison | Saison | Épisodes | États-Unis      | États-Unis    |
| Saison | Saison | Épisodes | Début de saison | Fin de saison |
| ------ | ------ | -------- | --------------- | ------------- |
|        | 1      | 13       | 20 avril 2023   | 29 juin 2023  |

### Première saison (2023)
| No   | #    | Titre français                                        | Titre original                                                            | Première diffusion | Code prod. |
| ---- | ---- | ----------------------------------------------------- | ------------------------------------------------------------------------- | ------------------ | ---------- |
| 1    | 1    | Un air de famille                                     | We Are Family                                                             | 20 avril 2023      | 101        |
| 2    | 2    | Le Piano assassiné                                    | Piano Man                                                                 | 20 avril 2023      | 102        |
| 3    | 3    | Joli Cœur                                             | Un-break My Heart                                                         | 27 avril 2023      | 104        |
| 4    | 4    | La Guerre des sushis                                  | Music For A Sushi Restaurant                                              | 4 mai 2023         | 103        |
| 5    | 5    | Aie confiance                                         | Somebody’s Watching Me                                                    | 11 mai 2023        | 105        |
| 6    | 6    | New York, New York                                    | Born in the U.S.A.                                                        | 18 mai 2023        | 106        |
| 7    | 7    | La Roue de la country                                 | Gone Country                                                              | 25 mai 2023        | 107        |
| 8    | 8    | La Revanche de Blaguenstein                           | Lose Yourself                                                             | 1er juin 2023      | 108        |
| 9    | 9    | Jalousie                                              | I Want You Back                                                           | 8 juin 2023        | 109        |
| 10   | 10   | Une photo parfaite                                    | Pictures of You                                                           | 15 juin 2023       | 111        |
| 11   | 11   | Romance et Connivence                                 | Bad Romance                                                               | 22 juin 2023       | 110        |
| 1213 | 1213 | Désastre et DésillusionsLe Porche de tous les secrets | Should I Stay or Should I Go: Part IShould I Stay or Should I Go: Part II | 29 juin 2023       | 112113     |

## Audiences
| Saison | Épisodes | Lancement         | Lancement       | Fin de saison     | Fin de saison   |
| Saison | Épisodes | Date de diffusion | Téléspectateurs | Date de diffusion | Téléspectateurs |
| ------ | -------- | ----------------- | --------------- | ----------------- | --------------- |
| 1      | 13       | 20 avril 2023     | 110 000         | 29 juin 2023      | 90 000          |